# めぐり逢えたね
「めぐり逢えたね」（めぐりあえたね）は、国仲涼子の2枚目のシングル。

## 概要
- 前作から1年5ヶ月ぶりとなるシングル。前作に引き続き、自身主演のドラマ「ちゅらさん3」の主題歌。これを最後にシングル発表はしていない。

## 収録曲
1. めぐり逢えたね
  - 作詞：渡辺なつみ、作曲：松本良喜、編曲：星野孝文
  - NHKテレビドラマ「ちゅらさん3」主題歌
2. 星の時間
  - 作詞：渡辺なつみ、作・編曲：松本良喜
3. めぐり逢えたね（Instrumental）
4. 星の時間（Instrumental）